# 劳动就业与社会保障部
劳动就业与社会保障部是缅甸负责该国的劳工福利，并向雇主和劳工提供服务的政府职能部门。

## 主要职责
- 确保劳工享有各种劳动法赋予的权利和保护；
- 为劳工提供社会服务；
- 提高劳动生产率；
- 参与国际劳工事务。[4]